# Sint-Albanuskerk (Kopenhagen)
De Sint-Albanuskerk is een anglicaans kerkgebouw in Kopenhagen, Denemarken. De Engelse Kerk, zoals de kerk veelal wordt aangeduid, werd gebouwd in de jaren 1885-1887 voor de groeiende Engelse gemeenschap in de stad. Ze werd ontworpen door Arthur Blomfield als een traditionele Engelse parochiekerk in neogotische stijl en is gelegen in een rustige, parkachtige omgeving aan het einde van Amaliegade in het noordelijke deel van het centrum van de stad, bij de vesting Kastellet en de Gefionfontein en de Langelinie.
De kerk behoort tot het bisdom Europa van de Kerk van Engeland. Ze is gewijd aan Sint-Albanus, de eerste martelaar van Groot-Brittannië.

## Geschiedenis

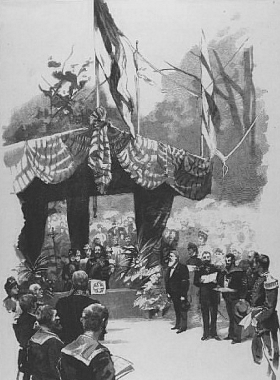
De eerstesteenlegging van de Albanuskerk

Sinds de 16e eeuw begon zich een Britse gemeenschap in Denemarken te vormen. De stad was een belangrijk logistiek knooppunt geworden voor de inning van de Sonttol. Het eerst arriveerden de Schotten, die een Schots altaar hadden in de Olafkerk, dat tegenwoordig in het Nationaal Museum staat.
Na de instelling van het absolutisme in Denemarken in 1665 was het lutheranisme de enige toegestane vorm van christendom om religieuze diensten te houden in Denemarken. In de loop van de 18e eeuw kregen meer en meer niet-lutherse denominaties koninklijke vrijstellingen.
Als gevolg van de betekenis van Kopenhagen als handelscentrum groeide ook de Engelse gemeenschap van de stad en daarmee de ambitie van de Britten om een eigen kerk te bouwen. In 1864 werd een beroep op de Prins van Wales gedaan en zijn vrouw, de van geboorte Deense prinses Alexandra, besloot daarbij te helpen. Zij slaagde erin de noodzakelijke middelen en een representatieve plaats te vinden voor de bouw, toen ze de Deense minister van Oorlog wist over te halen om zijn toestemming te geven voor de bouw van een kerk op een locatie buiten de citadel Kastellet.
De eerste steen van de anglicaanse kerk werd gelegd op 19 september 1885, waarvan het ontwerp afkomstig van Arthur Blomfield. Twee jaar later, op 17 september 1887, vond de inwijding plaats. Hierbij waren een groot aantal koninklijke afgevaardigden uit Europa aanwezig, met inbegrip van de Prins en Prinses van Wales, koning Christiaan en koningin Louise, tsaar Alexander III en tsarina Maria Fjodorovna en George I en Olga van Griekenland. Ook aanwezig waren veel diplomaten, ministers, vertegenwoordigers van het leger en de marine, kerkelijke functionarissen en Griekse, Russische en rooms-katholieke priesters.

## Architectuur

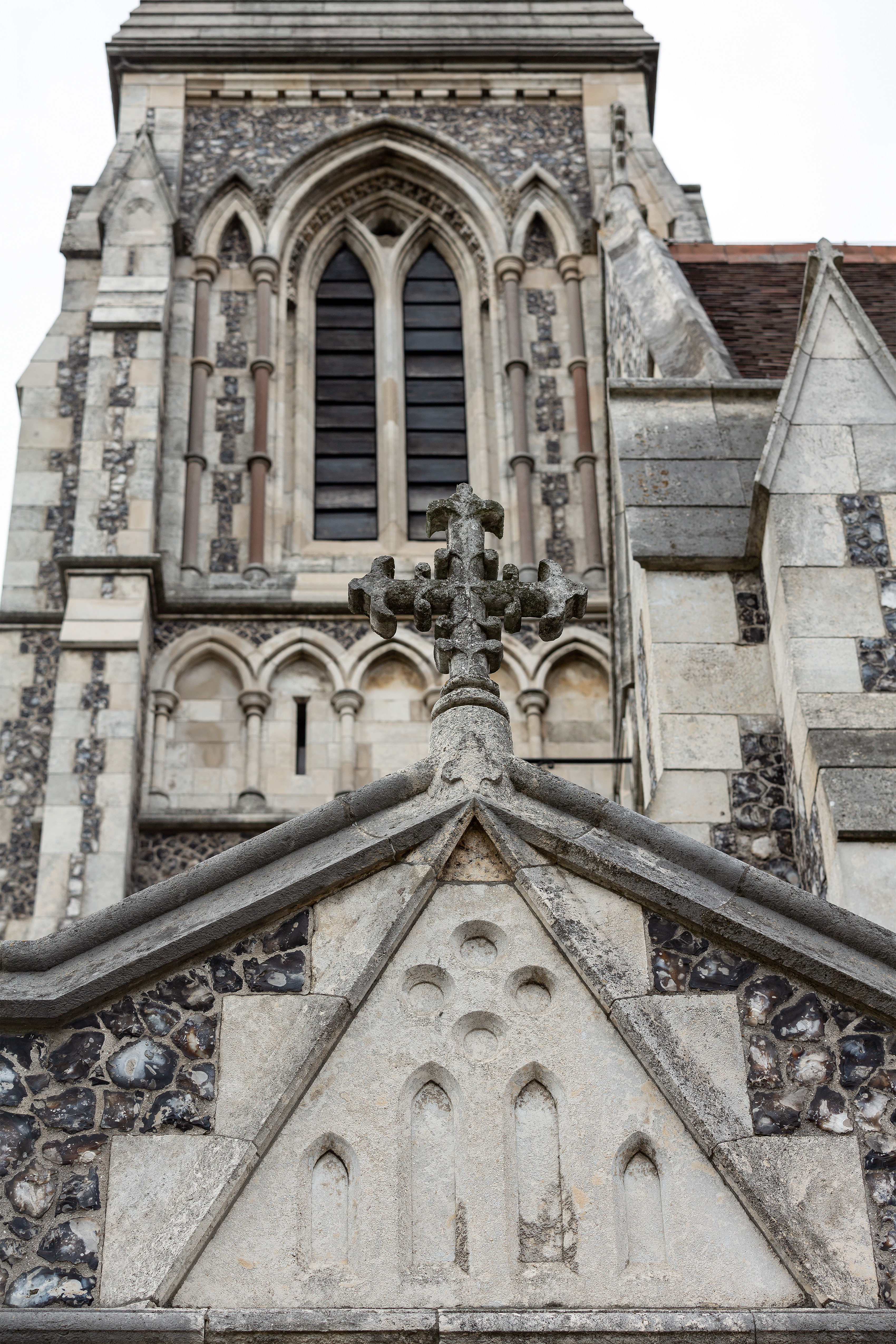
Detailweergave op de portal

De kerk is ontworpen als een traditionele Engelse kerk. Het gebouw vertegenwoordigt de neogotische stijl waarbij ook hier gekozen is voor typisch Engelse vormen. Ook bij de keuze van het bouwmateriaal werd de Engelse traditie gevolgd.

## Klokken
Omdat de toren niet sterk genoeg geacht werd voor normale klokken bezit de kerk buisklokken. Ze werden geschonken door de Prins van Wales toen de kerk werd gebouwd. In 2013 droeg de Prins van Wales opnieuw bij aan een nieuw fonds, waarmee nog eens zeven buisklokken konden worden aangeschaft. Alle vijftien klokken kunnen nu via een computer worden bespeeld. De oorspronkelijke klokken werden net als de toegevoegde zeven vanuit Engeland geleverd, terwijl het slagwerk afkomstig is van de Nederlandse firma Petit & Fritsen.

## Kerkmeubilair
Veel voorwerpen van de inventaris werden geschonken door bedrijven en particulieren, zoals de vloertegels, de lambrisering en de eiken kerkbanken. Ook het altaar, de preekstoel en het doopvont betreffen schenkingen en voor het eerst werden ze gemaakt van terracotta en zoutglazuur. Ze werden ontworpen door de kunstenaar George Tinworth.
Het kerkorgel werd gemaakt door de Britse orgelbouwfirma J.W. Walker & Sons Ltd. en kreeg een plaats in het koor van het zuidelijke transept. Het orgel werd in 1966 gerenoveerd door hetzelfde bedrijf.

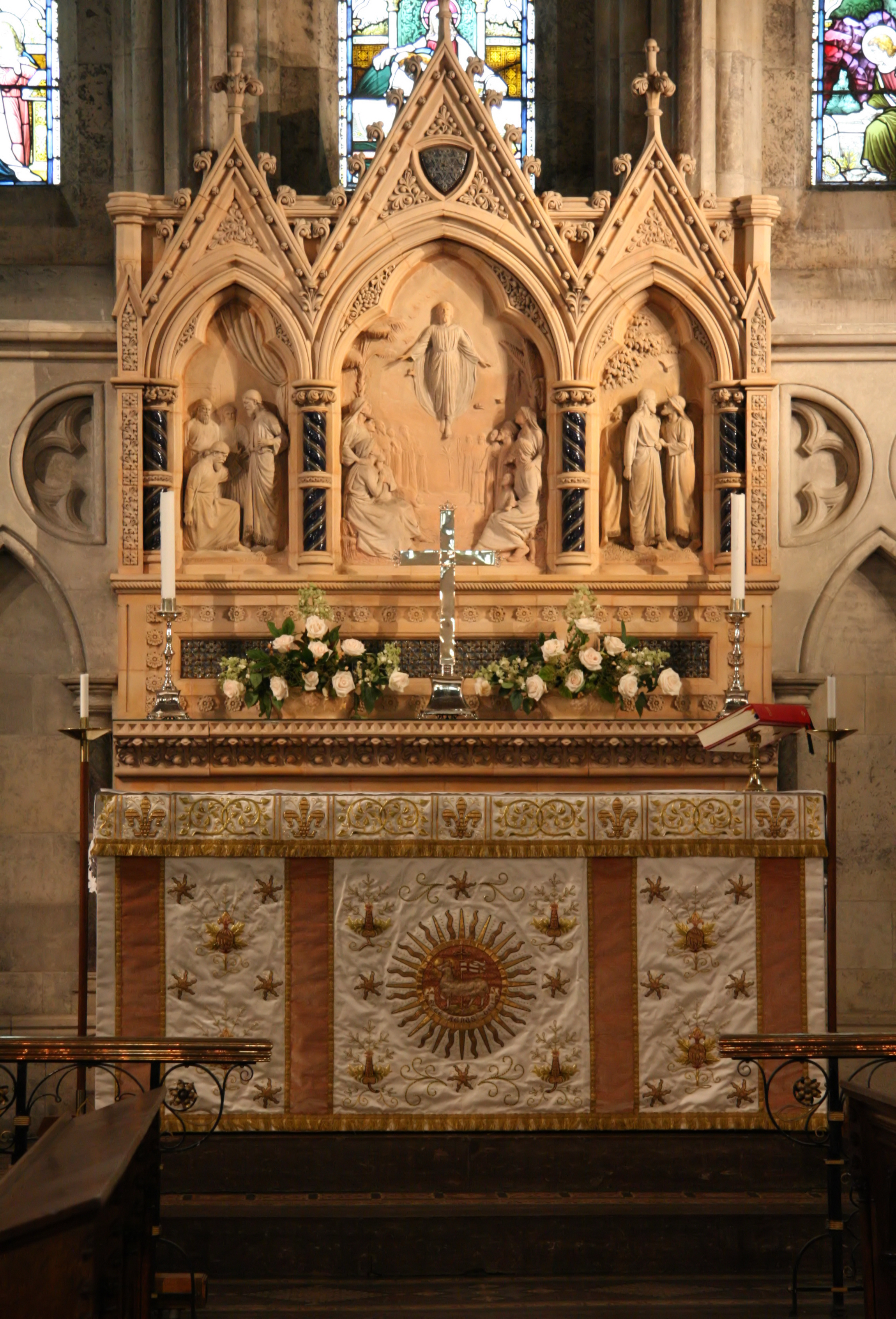
Altaar
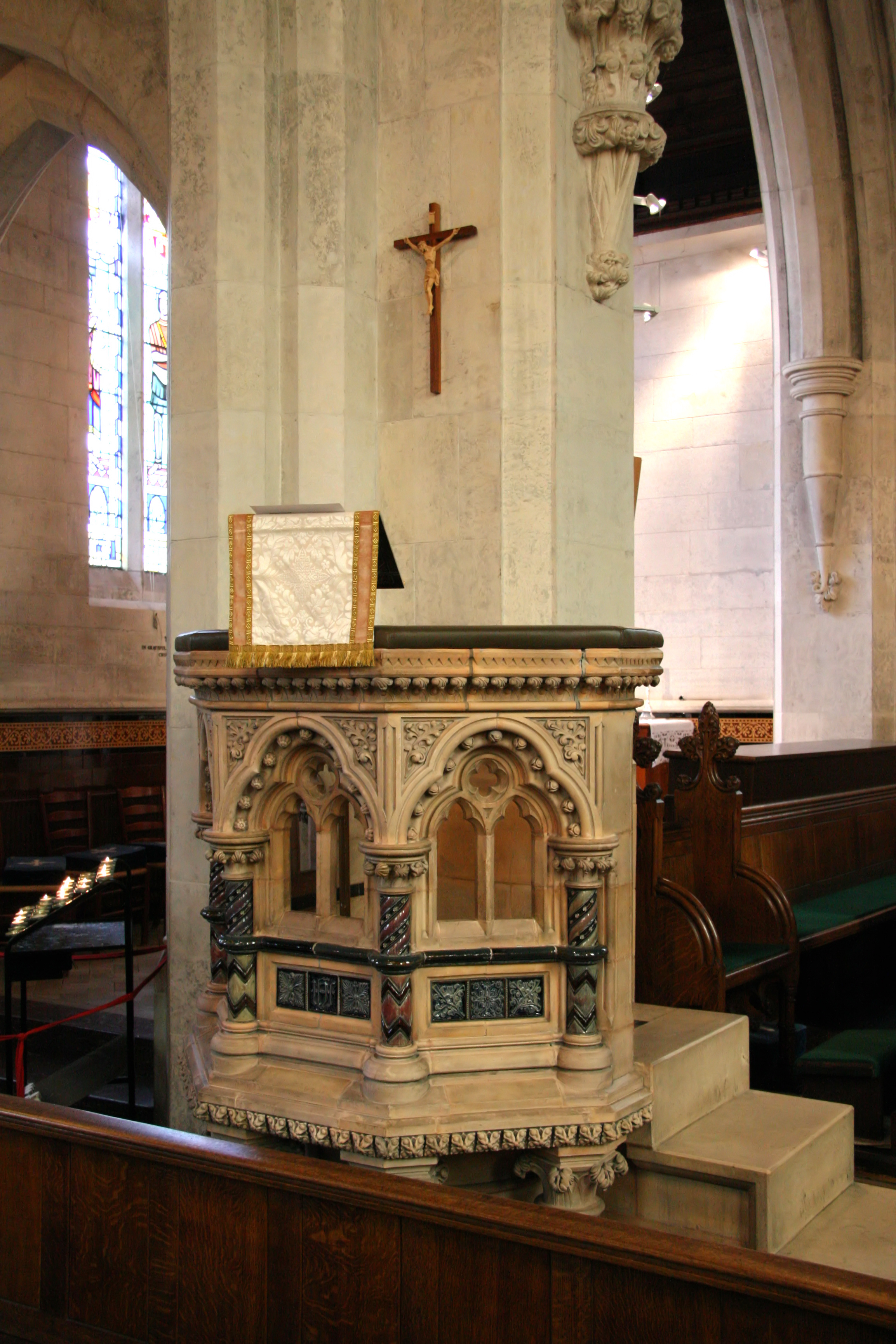
Kansel
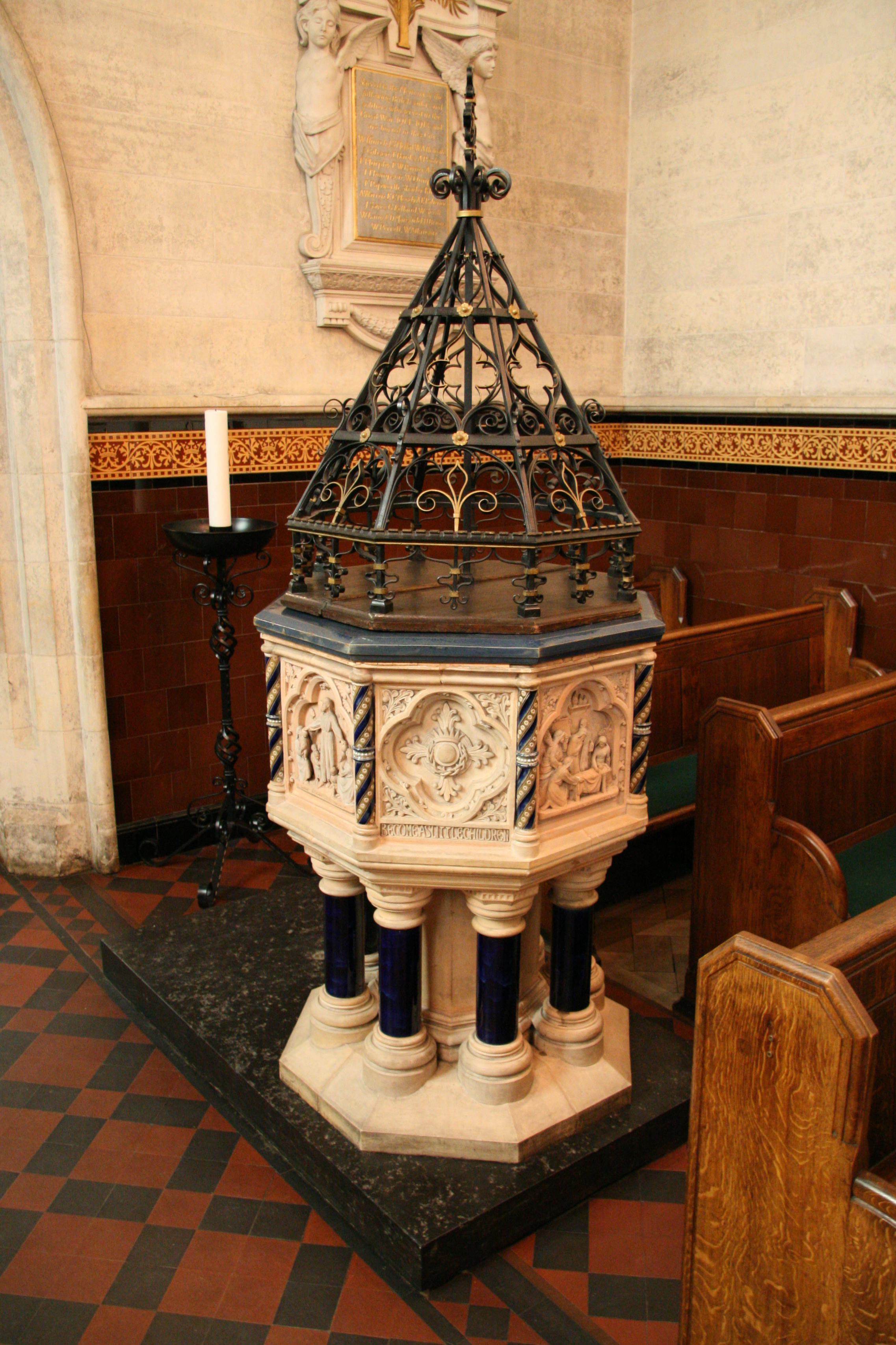
Doopvont
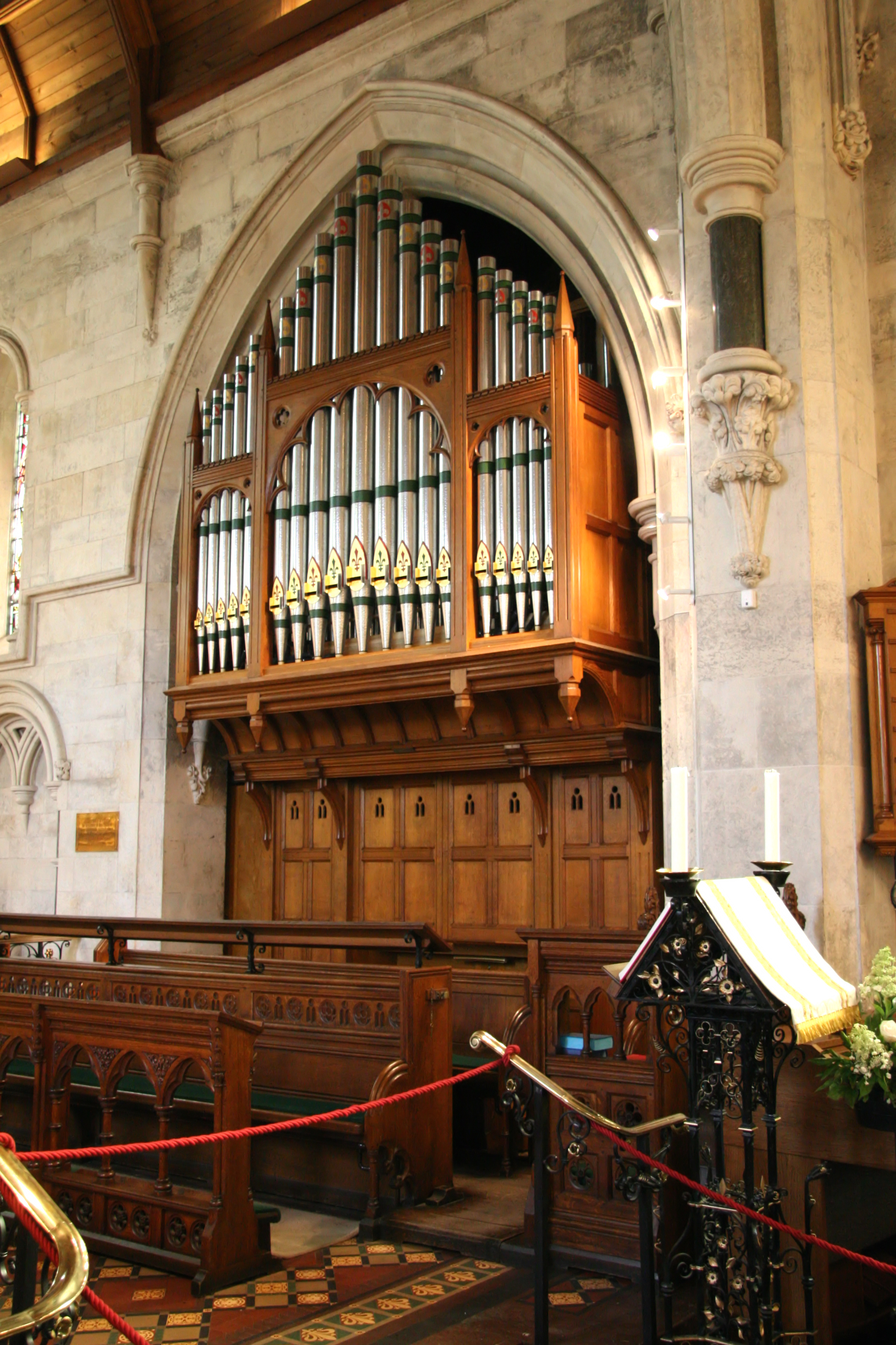
Orgel